# Svinná
Svinná (em húngaro: Bercsény) é um município da Eslováquia, situado no distrito de Trenčín, na região de Trenčín. Tem 8,6 km² de área e sua população em 2018 foi estimada em 1.559 habitantes.

## Demografia
| Ano:        | 1994 | 2004   | 2014   | 2024   |
| ----------- | ---- | ------ | ------ | ------ |
| Broj ljudi: | 1501 | 1516   | 1588   | 1594   |
| Razlika:    |      | +0,99% | +4,74% | +0,37% |

| Ano:               | 2023 | 2024   |
| ------------------ | ---- | ------ |
| Número de pessoas: | 1603 | 1594   |
| Diferença:         |      | -0,56% |